# Homewood, Illinois
Homewood är en ort (village) i Cook County, i delstaten Illinois, USA. Enligt United States Census Bureau har orten en folkmängd på 19 406 invånare (2011) och en landarea på 13,5 km².